# 岭上杜鹃
岭上杜鹃（学名：Rhododendron polyraphidoideum var. montanum）为杜鹃花科杜鹃花属下的一个变种。

## 扩展阅读
- 維基物種上的相關：岭上杜鹃